# Ali Baba (Cherubini)

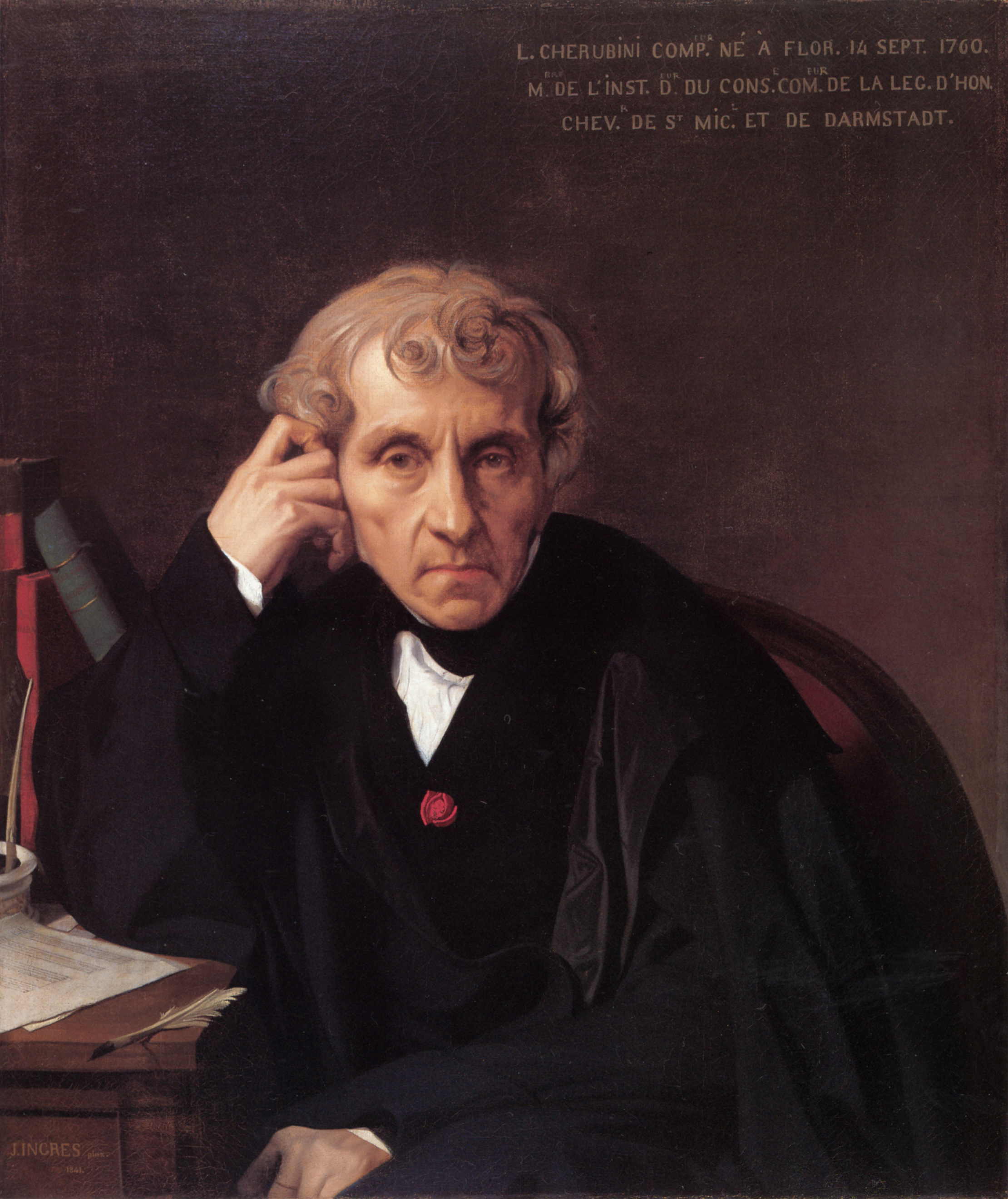
Luigi Cherubini

Ali Baba, ou les quarante voleurs är en tragédie lyrique i fyra akter och prolog med libretto av Eugène Scribe och Mélesville och musik av Luigi Cherubini. Historien bygger på sagan Ali Baba och de 40 rövarna i sagosamlingen Tusen och en natt. Den hade premiär på Parisoperan i Salle Le Peletier den 22 juli 1833. Det var Cherubinis sista opera, trots att han levde nästan ett decennium ytterligare. Det är också hans längsta opera med en speltid på nästan tre och en halv timme.
En del av musiken omarbetades till Koukourgi (komponerad 1793 men aldrig uppförd under Cherubinis livstid; premiär först 2010).

## Uppförandehistorik
Premiären var ingen succé och Hector Berlioz kallade den för "ett av de svagaste verk som Cherubini någonsin skrev." Den spelades endast fem gånger. Felix Mendelssohn nämnde operan i sitt brev den 25 december 1834 till Ignaz Moscheles och konstaterade att Cherubini var för benägen att anpassa sig till den nya musikstilen i Paris vid den tiden.
Operan återupptäcktes på La Scala 1963, men återigen mötte den negativ kritik. En live-inspelning gjordes och gavs ut.
Ouvertyren har funnit en plats i symfoniorkestrarnas repertoar.

## Personer
| Roller       | Stämma  | Premiärbesättning 22 juli 1833 (Dirigent: — ) | Nypremiär på La Scala 1963 (Dirigent: Nino Sanzogno) |
| ------------ | ------- | --------------------------------------------- | ---------------------------------------------------- |
| Ali Baba     | baryton | Nicolas Levasseur                             | Wladimiro Ganzarolli                                 |
| Delia        | sopran  | Laure Cinti-Damoreau                          | Teresa Stich-Randall                                 |
| Morgiane     | sopran  | Cornélie Falcon                               | Orianna Santunione                                   |
| Nadir        | tenor   | Adolphe Nourrit                               | Alfredo Kraus                                        |
| Aboul-Hassan | baryton | Alexandre-Aimé Prévost                        | Paolo Montarsolo                                     |
| Calaf        | tenor   | Jean-Étienne-August Eugène Massol             | Piero de Palma                                       |
| Ours-Kan     | bas     | Henri-Bernard Dabadie                         | Lorenzo Testi                                        |
| Thamar       | bas     | Nicolas-Prosper Dérivis                       | Agostino Ferrin                                      |
| Phaor        | tenor   |                                               | Virgilio Carbonari                                   |

## Handling
Nadir är förälskad i Delia, dottern till den rike köpmannen Ali Baba, men är för fattig för att kunna gifta sig med henne. Ali Baba har lovat bort Delia till Aboul-Hassan. Men Nadir hittar en gömd skatt i en grotta som vaktas av ett gäng rövare och han ber om Delias hand. Ali Baba vill veta hemligheten bakom Nadirs rikedom och förs till grottan men fångas av rövarna. Medan rövarna tar hand om ett parti med kaffe som Ali Baba smugglat kidnappar Aboul-Hassan Delia. Rövarna kräver en lösensumma för att frige Ali Baba och försöker att storma köpmannens hus. Situationen ser inte ljus ut för Nadir och hans män men Aboul-Hassan och hans soldater anländer och rövarna tas till fånga.

## Inspelningar
- 1963 - Wladimiro Ganzarolli (Alì Babà), Teresa Stich-Randall (Delia), Orianna Santunione (Morgiane), Alfredo Kraus (Nadir), Paolo Montarsolo (Aboul-Hassan), Piero de Palma (Calaf), Lorenzo Testi (Ours-Kan), Agostino Ferrin (Thamar), Virgilio Carbonari (Phaor) - Dirigent: Nino Sanzogno - Orkester och kör från La Scala - live-inspelning - LP: E.J. Smith «The Golden Age of Opera» EJS 393; Mauro R. Fuguette MRF C 05; Melodram MEL 170. CD: Nuova Era 2361/2[3][4]